# Lago Hof (Zurow)
El lago Hof (en alemán: Hofsee) es un lago situado en el distrito de Mecklemburgo Noroccidental, en el estado de Mecklemburgo-Pomerania Occidental (Alemania), a una altitud de 49.2 metros; tiene un área de 10 hectáreas.
Se encuentra ubicado junto a la ciudad de Zurow, a pocos kilómetros al sur de la costa del mar Báltico.